# Vasile Ghioc
Pas d'image ? Cliquez ici

a Compétitions nationales et continentales officielles uniquement.

b Matchs officiels uniquement.
Dernière mise à jour le 28 août 2018.
Vasile Ghioc, né le 28 février 1978 à Bucarest (Roumanie), est un joueur de rugby à XV roumain. Il joue au poste d'ailier (1,80 m pour 80 kg).

## Palmarès

### Équipe de Roumanie
- 22 sélections avec la Roumanie
- 30 points
- 6 essais
- 1er match le 18 novembre 2000 contre l'Italie

- Sélections par année : 1 en 2000, 7 en 2001, 6 en 2002, 2 en 2003, 2 en 2004, 3 en 2005

Il a disputé un match de la coupe du monde 2003.